# Кристофори, Бартоломео
Бартоломео Кристо́фори (итал. Bartolomeo Cristofori; 4 мая 1655 года, Падуя — 27 января 1731 года, Флоренция) — итальянский мастер-инструменталист, которого принято считать изобретателем фортепиано.

## Биография
Кристофори получил известность как мастер по изготовлению клавикордов и спинетов. До 1690 года работал в Падуе, затем во Флоренции при дворе принца Фердинандо Медичи, с 1716 года стал хранителем коллекции музыкальных инструментов герцога Козимо III Медичи. Не позднее 1700 г. изобрел инструмент с ударной (молоточковой) механикой, названный им gravicembalo col piano e forte (букв. «большой клавесин с тихим и громким звуком»). Описание нововведения Кристофори было опубликовано в 1711 г. Шипионе Маффеи в «Giornale dei litterati d’Italia». Немецкий органный мастер И. Г. Зильберман в 1726 г. усовершенствовал фортепианную механику Кристофори, благодаря чему она получила более широкое практическое применение.
Мастер скончался 27 января 1731 года. Он не имел собственной семьи и завещал всё своё имущество своим меценатам. На сегодняшний день сохранились 3 изготовленных им фортепиано.